# Olympische Winterspiele 1988/Teilnehmer (Spanien)
| Gelbes Symbol für Goldmedaillen mit stilisierten Olympischen Ringen | Graues Symbol für Silbermedaillen mit stilisierten Olympischen Ringen | Braundes Symbol für Bronzemedaillen mit stilisierten Olympischen Ringen |
| ------------------------------------------------------------------- | --------------------------------------------------------------------- | ----------------------------------------------------------------------- |
| —                                                                   | —                                                                     | —                                                                       |

Spanien nahm an den Olympischen Winterspielen 1988 im kanadischen Calgary mit zwölf Athleten teil.

## Flaggenträger
Die Skifahrerin Ainhoa Ibarra trug die Flagge Spaniens während der Eröffnungsfeier.

## Teilnehmer nach Sportarten

### Eiskunstlauf
Frauen:
- Yvonne Gómez
Einzel: 18. Platz

### Ski Alpin
Damen:
- Blanca Fernández Ochoa
Slalom: 5. Platz – 1:39,44 min
Riesenslalom: Ausgeschieden
Super G: 21. Platz – 1:22,04 min
- Ainhoa Ibarra
Riesenslalom: Ausgeschieden
Super G: 33. Platz – 1:24,70 min
- Eva Moga
Slalom: Ausgeschieden
Riesenslalom: Ausgeschieden

Herren:
- Delfin Campo
Slalom: Ausgeschieden
Riesenslalom: 39. Platz – 2:20,18 min
Super G: Ausgeschieden
- Luis Fernández Ochoa
Slalom: 18. Platz – 1:50,03 min
Riesenslalom: Ausgeschieden
Super G: Ausgeschieden
- Jorge Pujol
Slalom: Ausgeschieden
Riesenslalom: 37. Platz – 2:19,47 min
Super G: 36. Platz – 1:49,33 min

### Ski Nordisch

#### Langlauf
Frauen:
- Piroska Abos
5 km klassisch: 49. Platz – 17:41,6 min
10 km klassisch: 46. Platz – 35:17,8 min
20 km Freistil: 49. Platz – 1:07:33,1 min

Herren:
- José Giro
15 km klassisch: 63. Platz – 48:54,2 min
30 km klassisch: 59. Platz – 1:38:01,5 min
50 km Freistil: 58. Platz – 2:27:05,8 min
- Jordi Ribó
15 km klassisch: 61. Platz – 48:40,7 min
30 km klassisch: Ausgeschieden
50 km Freistil: 53. Platz – 2:24:10,4 min

#### Skispringen
Herren:
- Bernat Solà
Großschanze: 51. Platz – 139,3 Pkt.
Normalschanze: 57. Platz – 140,4 Pkt.

### Rennrodeln
Herren:
- Pablo García
Einsitzer: 29. Platz – 3:13,478 min